# Акимович Віра Миколаївна
Ві́ра Микола́ївна Акимо́вич (30 серпня (12 липня) 1890, Єлисаветград — 18 січня 1977, Одеса) — живописець, педагог.

## Життєпис
Народилася 1890 року в родині Миколи Васильовича Акимовича, учителя математики та співів Єлисаветградського земського реального училища з 1894 року, а пізніше професора Інституту народного господарства.
Закінчила Другу жіночу гімназію Одеси.
З 1908 по 1913 роки навчалася в Одеському художньому училищі під керівництвом Г. Ладиженського та К. Костанді.
З 1913 по 1957 роки викладала малювання в гімназіях та школах Одеси.
З 1925 року — член Товариства художників імені Киріака Костанді.
З 1945 — член Спілки художників.

## Творчість
Творчість Віри Акимович була представлена на численних виставках:
- Nature-morte, 1916
- XXVII—XXIX виставки ТЮРГ, 1917—1919
- Виставки товариства ім. К. Костанді, 1925—1927
- Виставка етюдів та малюнків одеських художників, 1936
- Salonul Oficial, 1943 (Одеса)
- Виставки Товариства південно-російських художників та Товариства імені А. Куїнджі.

Її натюрморти та пейзажі, зокрема «Подруги», «Пейзаж. Літній день», «Дача», зберігаються в Одеському художньому музеї.